# I'll Never Love Again
Singles par Lady Gaga
Always Remember Us This Way
(2018) Stupid Love
(2020)
Pistes de A Star Is Born
Too Far Gone I'll Never Love Again (extended version)
I'll Never Love Again est une chanson du film A Star Is Born et est le troisième single de Lady Gaga de la bande originale A Star Is Born sorti en octobre 2018. La chanson a été écrite par Lady Gaga, Natalie Hemby, Hillary Lindsey et Aaron Raitiere, et produite par Benjamin Rice et Lady Gaga.
Il existe deux versions dont une est contenue dans le film, réalisée en duo par Gaga et Cooper, et une version longue, jouée uniquement par Gaga et exclusive à la bande originale. Pendant le film, "I'm Never Love Again" est la chanson utilisée dans la scène finale, où Ally rend hommage à Jackson lors de ses funérailles. Ses paroles racontent la sensation de douleur à la perte d'un grand amour.
La chanson et la performance de Gaga dans le film ont reçu une multitude de critiques positives, qui ont salué la voix de l’artiste et l’interprétation vocale de l’artiste lors de la scène finale. Sur les charts musicaux, la chanson est entrée dans le top vingt dans les listes hebdomadaires de plusieurs pays tels que l'Australie, la Grèce, l'Irlande et la Suisse. Elle a également obtenu des certifications dans des pays comme l'Italie et le Royaume-Uni pour ses ventes. Le 21 juin 2019 la chanson est certifié Or en France en seulement 8 mois selon la SNEP. La chanson a également remporté un Grammy Awards en 2020 comme Meilleure chanson écrite pour un support audiovisuel.

## Performance dans les classements musicaux
| Pays               | Meilleure position |
| Autriche           | 73                 |
| Suisse             | 14                 |
| Royaume-Uni        | 27                 |
| États-Unis         | 36                 |
| Australie          | 15                 |
| Canada             | 43                 |
| France             | 3                  |
| Irlande            | 10                 |
| Italie             | 61                 |
| Malaysie           | 18                 |
| Portugal           | 34                 |
| République Tchèque | 52                 |
| Slovaquie          | 1                  |
| Suède              | 47                 |
| ------------------ | ------------------ |

## Certifications et ventes
| Pays        | Certifications | Organisme de certifications | Ventes    |
| Australie   | Or             | ARIA                        | 35 000    |
| France      | Platine        | SNEP                        | 300 000   |
| Italie      | Or             | FIMI                        | 35 000    |
| Royaume-Uni | Or             | BPI                         | 400 000   |
| États-Unis  | Platine        | RIAA                        | 1 000 000 |
| ----------- | -------------- | --------------------------- | --------- |